# 仲归
仲归（？—前617年），字子家，中国春秋时期楚国大夫。
六国背离楚国亲近东夷。前622年（周襄王三十年、鲁文公五年、楚穆王四年）秋，楚国的成大心、仲归带兵灭亡了六国。前617年（周顷王二年、鲁文公十年、楚穆王九年），楚穆王让子西担任工尹，子西和子家策划杀死楚穆王。楚穆王听到后，在五月间杀了子西和子家。